# ラ・ヴァレンヌ (メーヌ＝エ＝ロワール県)
ラ・ヴァレンヌ （La Varenne）は、フランス、ペイ・ド・ラ・ロワール地域圏、メーヌ＝エ＝ロワール県のかつて存在したコミューン。

## 地理
モージュ地方北部にあるコミューンで、ロワール川南岸とディヴァット川の中間に位置している。ロワール＝アトランティック県との県境にあり、ナントの東25km、アンスニの西15km、アンジェの南70kmのところにある。
同じ県のコミューンではシャントソーと、ロワール＝アトランティック県のコミューンではバルブシャ、ラ・シャペル＝バス＝メール、ル・セリエ、ウドンと接している。
ロワール川に浮かぶモロン島は、行政上はラ・ヴァレンヌに属している。

## 都市化
1999年にINSEEがまとめた順位表によれば、ラ・ヴァレンヌは都市化された農村型コミューンであった。メーヌ＝エ＝ロワール県のコミューンではあるが、ナント都市圏の一部となっている。

## 由来
varenneとはラテン語のterre sableuse（沖積された土地）からきている。これはロワールの強い存在感や蛇行する様、そしてディヴァット川と境界を接していることを想起させる。

## 歴史
歴史的に、ラ・ヴァレンヌはブルターニュとアンジューの間に広がる緩衝地帯、マルシュ・ド・ブルターニュ（fr、シャントソーからモンフォーコンまで広がる）の一部であった。
10世紀、アンジュー伯フルク・ネラは新たな領土を占領し、アンジュー伯領をディヴァット川岸まで西進させ、南はモージュ地方を占領した。領地のうえでも、司法及び政治上でも、ラ・ヴァレンヌはアンジュー伯領、アンジュー公領であった。宗教上では、ラ・ヴァレンヌ教区はシャントソーやラ・ボワシエール＝デュ＝ドレと同様に、フランス革命までナント司教区に属していた。1790年、それまでナント司教区に属したアンジューの教区は、メーヌ＝エ＝ロワール県新設に伴いアンジュー教区に編入された。
ヴァンデ戦争中の1794年3月17日、エティエンヌ・コルドリエ率いる地獄部隊がシャントソーを通過しラ・シャペル＝バス＝メールへ向かった。その日、38人のラ・ヴァレンヌ住民（36人の男性と2人の女性）に死が宣告されたとラ・ヴァレンヌで登記されている。犠牲者の最年少は19歳、最年長は91歳であった。
2014年、自治体間連合に加盟する全てのコミューンが合併して新たにコミューン・ヌーヴェル（fr、サルコジ政権時代に成立したフランス国家領土改革法によって、合併して誕生したコミューンの名称）となる案が浮上した。2015年7月1日から8日にかけ、自治体間連合内の全コミューン議会でコミューン・ヌーヴェルであるオレ＝ダンジュー創設を可決した。

## 人口統計
| 1962年 | 1968年 | 1975年 | 1982年 | 1990年 | 1999年 | 2006年 | 2012年 |
| ------ | ------ | ------ | ------ | ------ | ------ | ------ | ------ |
| 864    | 887    | 904    | 1088   | 1278   | 1366   | 1612   | 1733   |

source=1999年までLdh/EHESS/Cassini、2004年以降INSEE